# عرفانی (نام خانوادگی)
این فهرست افرادی با نام خانوادگی عرفانی را در برمی‌گیرد. 
- سید یونس عرفانی نماینده مردم تالش در اولین دوره مجلس شورای اسلامی
- حسین عرفانی دوبلور
- حمید عرفانی فوتبالیست
- سید مجتبی عرفانی نماینده مردم تالش دوره های اول و دوم و چهارم مجلس شورای اسلامی